# 1953年至1954年英格蘭足總盃
1953/54球季英格蘭足總盃（英語：FA Cup），是第73屆英格蘭足總盃，今屆賽事的冠軍是西布朗，他們在決賽以3:2擊敗普雷斯頓，奪得冠軍。本屆賽事繼續在舊溫布萊球場舉行。
西布朗第四次贏得足總盃冠軍。

## 外部連結
1. 英格蘭足總盃官網Archive-It的存檔，存档日期2012-04-24
2. 英格蘭足總盃 歷屆冠軍（页面存档备份，存于）